# Lamprosema attenualis
Lamprosema attenualis là một loài bướm đêm trong họ Crambidae.